# Arguisuelas
Arguisuelas é um município da Espanha, na província de Cuenca, comunidade autônoma de Castela-Mancha. Tem 49,6 km² de área e em 2021 tinha 135 habitantes (densidade: 2,7 hab./km²). Limita com os municípios de Carboneras de Guadazaón, Cardenete, Monteagudo de las Salinas, Reíllo e Yémeda.